# Lijst van burgemeesters van Steenwijkerland
Dit is een lijst van burgemeesters van de Nederlandse gemeente Steenwijkerland in de provincie Overijssel. De nieuwe gemeente ontstond op 1 januari 2001 door het samenvoegen van de oude gemeenten Steenwijk, Brederwiede en IJsselham. De eerste twee jaar werd de nieuwe gemeente aangeduid met de naam Steenwijk, na twee jaar werd deze naam gewijzigd in Steenwijkerland.
| Ambtsperiode | Naam burgemeester          | Partij of stroming | Bijzonderheden                                        |
| ------------ | -------------------------- | ------------------ | ----------------------------------------------------- |
| 2001 - 2010  | drs. Hayo H. Apotheker     | D66                | was waarnemend burgemeester van Steenwijk             |
| 2010 - 2011  | Leo Elfers                 | CDA                | waarnemend                                            |
| 2011 - 2016  | Marja (M.A.J.) van der Tas | CDA                |                                                       |
| 2016 - heden | Rob (J.H.) Bats            | VVD                | 1ste jaar waarnemend burgemeester van Steenwijkerland |